# Верховина (Полтавская область)
Верхови́на (укр. Верховина) — село,
Дибровский сельский совет,
Миргородский район,
Полтавская область,
Украина.
Код КОАТУУ — 5323281802. Население по переписи 2001 года составляло 15 человек.
Село указано на трехверстовке Полтавской области. Военно-топографическая карта.1869 года как хутор без названия

## Географическое положение
Село Верховина находится в 2,5 км от села Поповка и в 25-х км от села Котляры.
По селу протекает пересыхающий ручей с запрудой.